# Rio Jundiaí (vattendrag i Brasilien, São Paulo, lat -23,53, long -46,25)
Rio Jundiaí är ett vattendrag i Brasilien.   Det ligger i delstaten São Paulo, i den sydöstra delen av landet, 900 km söder om huvudstaden Brasília.
Runt Rio Jundiaí är det i huvudsak tätbebyggt. Runt Rio Jundiaí är det tätbefolkat, med 613 invånare per kvadratkilometer.